# 武藏丘車輛檢修場

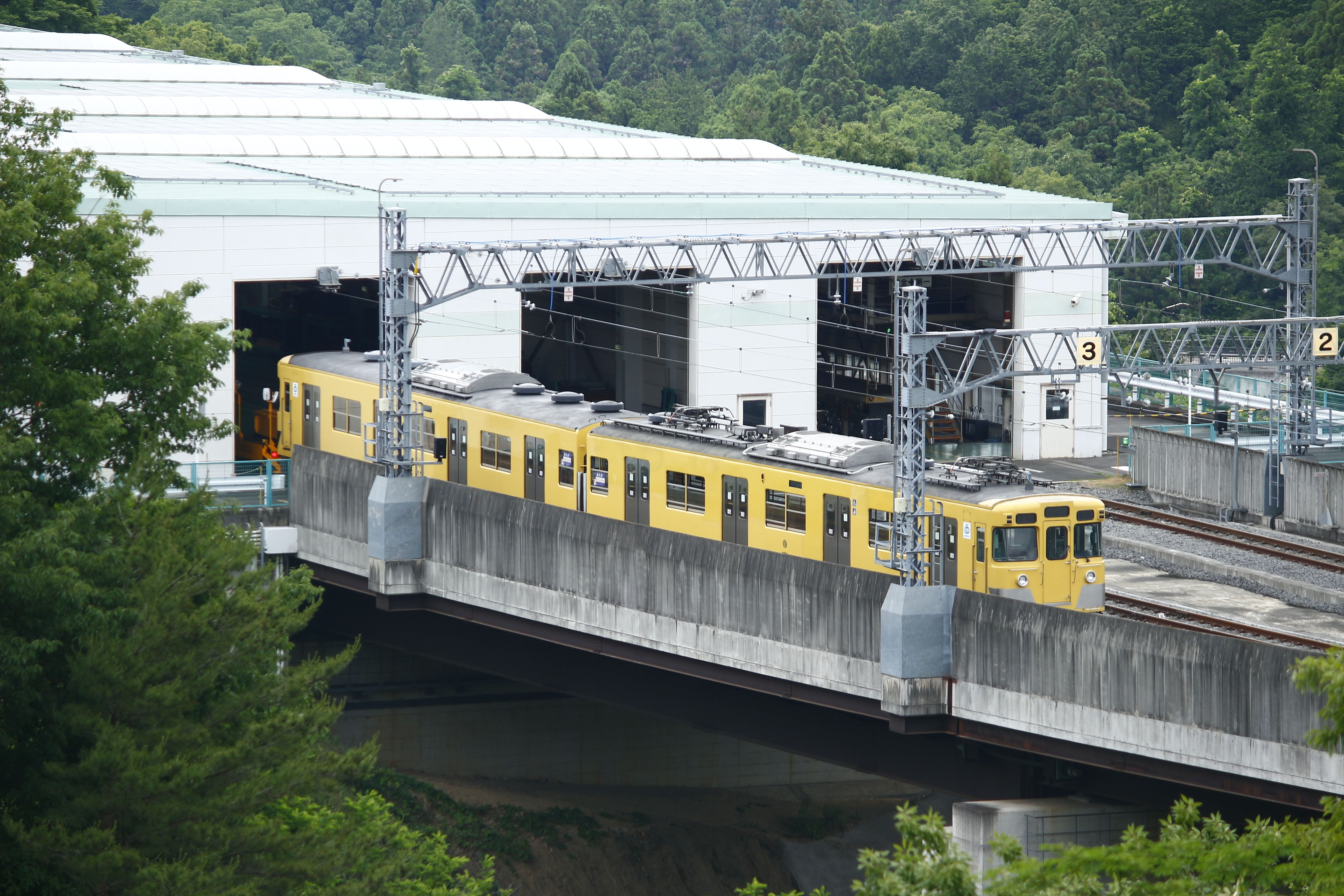
武藏丘車輛檢修場的南邊是車輛出入口。從右邊（東邊）起為1號線（檢車線）、2號線（出場線）和3番線（入場線）。

武藏丘車輛檢修場（日语：／）是位於埼玉縣日高市的西武鐵道鐵路車輛檢查與維修設施。

## 概要
車廠是位於池袋線東飯能站至高麗站之間。從武藏丘號誌站分支可前往此車廠和旁邊的武藏丘車輛基地。武藏丘車輛檢修場是西武鐵道最大型的車輛檢修設施。
- 地址 - 埼玉縣日高市台
- 佔地面積 - 84,750m2[1]
- 樓面面積 - 36,213m2[1]
- 主要功能 - 進行車輛之翻新與改裝工程。
- 維修能力 - 每年480架車輛[1]
- 檢査能力 - 重要部分檢査[注 1]，整體檢査
- 定期檢査之車輛 - 所有西武鐵道車輛

武藏丘車輛檢修場有一座很大的建築物，該建築物是用作檢修車輛之用。在建築物內的中央部分設有可向東西方向橫向移動的轉盤（Traverser）。在轉盤的北邊主要設有轉向架與車輛檢修設備，南邊主要設有車身與座位檢修設備。在東邊設有檢車線（坑線/可容納10卡車廂）。在南邊的出入口共有3條路軌，分別是檢車線、出場線和入場線，在出入口處設有卷閘。在出場線和入場線上設有1個車廂長度的千斤頂。
在建築物西邊中央位置設有另一座小型建築物，內部設有管理中心、會議室和食堂等設施。

## 歷史
- 2000年（平成12年）6月16日 - 設施啟用[3]。以取代於6月15日因設施老化而關閉的所澤車輛工場（日语：西武所沢車両工場）。
- 2000年（平成12年）12月22日 - 設施得到ISO 14000系列的「ISO 14001」認証[4]。
- 2001年（平成13年）3月16日 - 設施業務由西武車輛（日语：西武車両）繼承[5]。
- 2002年（平成14年）6月1日 - 舉行「西武·電車Festa 〜檢修場節〜」。隨後毎年都繼續舉行。
- 2004年（平成16年）9月 - 設施得到ISO 9000系列的「ISO 9001（2000年版）」認証。
- 2010年（平成22年）4月 - 西武車輛合併至西武鐵道，該設施由鐵路公司屬下的組織繼承[5]。
- 2014年（平成26年）1月28日 - 設施內的巨型太陽能開始運作[3]。

### 配線圖
| ← 飯能 方衛     | 武藏丘車輛基地、武藏丘車輛檢修場 場內配線略圖 | → 吾野 方向 |
| 图例 参考文献： |                                               |             |

### 檢査工程
當需要檢查的一抽列車編成停在入場線指定位置後，會把集電弓下降斷電。在這時候，一抽列車編成會分成幾節編成，由小型機車牽引至建築物內。隨後會把幾節車廂再分拆至一節節車廂，把車體與轉向架分開，把車體放在臨時轉向架上。然後便開始可以把各個部件拆出來，由各個部門進行個別檢査和維護。完成作業後會把部件裝回，隨後把臨時轉向架交換為轉向架。另外，由於在建築物內，出場線與檢車線沒有路軌連接，因此從出場線轉入檢車線的列車需要一度離開建築物外。當列車在檢車線內進行綜合檢査後，便可以在檢修場範圍內試行，若沒有問題便可出廠。檢查時間會把車種與車廂數目的多少而各有不同，大約需時半個月至大半個月。
備註
- 西武鐵道所有車輛的重要部分檢査與整體檢査都會此檢修場進行。
- 通常，當列車進行重要部分檢査與整體檢査時，在西武鐵道檢查作業的標準流程下，6輛以上的編成會在入場時分為一半，一邊的車廂會進行重要部分檢査，另一邊的車廂會進行整體檢査[2]。
  - 但是20000系以後的車輛不受此限。原因如下：
- 在2012年度起，檢査制度進行重整，20000系以後的新型車輛進行重要部分檢査時，會改為在車輛基地進行新重要部分檢査[8]。因此當這些車輛在此檢修場進行整體檢查時，不論列車有多少車廂，全部都會進行整體檢查[1]。
- 當普通鐵路車輛入場時，基本上會從常駐的車輛基地[注 2]駛入此檢修場。在出場後會駛回各自的車輛基地以當作試行。而常駐於武藏丘車輛基地的車輛[注 3]方面，那些車輛會試行至小手指車輛基地後，隨後折返至常駐的武藏丘車輛基地。
- 由於多摩川線的路軌與西武其他鐵路線（西武的本線）的路軌分離。因此，多摩川線的車輛經常停泊在（西武）本線旁，以等待進入檢修場。而多摩川線的車輛進入或離開檢修場，返回多摩川線的路軌時，會使用甲種運送的方式移動車輛。
- 使用AGT（日语：自動案内軌条式旅客輸送システム）技術的山口線之車輛進入此檢修場時，需要在山口車輛基地（日语：山口車両基地）由貨車運送。
- 在多客時期，由於在本線上較多列車行駛，因此車輛的檢査日期會推前或延後。

### 改造工程
使用鐵路車輛製造技術。此檢修場內可進行一些改造工程，包括把列車改為可對應一人控制運輸、以及更換新型機器等作業。另外，在過去也會為轉讓至其他公司的車輛進行改造工程。以下為曾經在此檢修場進行工程的車輛列表：
自家車輛
- 4000系改為可對應一人控制運輸之工程[1]（2001年 - 2002年）
- 10000系翻新[1]（2003年 - 2009年）
- 新101系改為可對應一人控制運輸之工程[1]（2005年 - 2012年）
- 9000系改為VVVF[1]（2003年 - 2004年）
- 263編成牽引車化[1]（2008年）
- 2000系補助電源SIV化，車身小修補[1]（2008年 - ）
- 6000系機器更新（2015年 - 2020年）
- 4009編成觀光列車化[9]（2015年度）
- 9000系改為可對應一人控制運輸之工程[10]（2020年 - 2021年）

轉讓車輛
- 上信電鐵500形[1]（2004年 - 2005年）
- 秩父鐵道6000系[1]（2005年）
- 流鐵5000形[1]（2009年 - 2013年）
- 三岐鐵道751系[1]（2008年）
- 伊豆箱根鐵道1300系[1]（2008年 - 2009年）

## 向公眾開放檢修場
。從2002年起，毎年都會舉行一次活動，向公眾開放檢修場。但是由於新冠疫情關係，在2020年取消舉行向公眾開放檢修場。另外除了此檢修場外，在毎年夏天也會在南入曾車輛基地舉行「南入曾車輛基地 電車夏祭」，在毎年10月鐵道之日前於橫瀨車輛基地舉行「西武火車節」。
關於舉行日期，在2005年前是在毎年6月第一個星期日和前日的星期六，共有兩日。在2006年、2009年至2011年、2015年和2016年是在6月第一個星期日，只有一日。在2007年和2008年、2012年至2014年是6月第二個星期日，只有一日。在2017年至2021年是6月第一個星期六。
在2002年和2003年的活動名稱為「西武・電車Festa〜檢修場節〜」。在翌年2004年以後名為「西武・電車Festa（西歷年份） in 武藏丘車輛檢修場」。
|        | 舉行日   | 活動名稱                                            |
| ------ | -------- | --------------------------------------------------- |
| 2002年 | 6/1,6/2  | 「西武・電車Festa〜檢修場節〜」                     |
| 2003年 | 5/31,6/1 | 「西武・電車Festa〜檢修場節〜」                     |
| 2004年 | 6/5,6/6  | 「西武・電車Festa（西歷年份） in 武藏丘車輛檢修場」 |
| 2005年 | 6/4,6/5  | 「西武・電車Festa（西歷年份） in 武藏丘車輛檢修場」 |
| 2006年 | 6/4      | 「西武・電車Festa（西歷年份） in 武藏丘車輛檢修場」 |
| 2007年 | 6/10     | 「西武・電車Festa（西歷年份） in 武藏丘車輛檢修場」 |
| 2008年 | 6/8      | 「西武・電車Festa（西歷年份） in 武藏丘車輛檢修場」 |
| 2009年 | 6/7      | 「西武・電車Festa（西歷年份） in 武藏丘車輛檢修場」 |
| 2010年 | 6/6      | 「西武・電車Festa（西歷年份） in 武藏丘車輛檢修場」 |
| 2011年 | 6/5      | 「西武・電車Festa（西歷年份） in 武藏丘車輛檢修場」 |
| 2012年 | 6/10     | 「西武・電車Festa（西歷年份） in 武藏丘車輛檢修場」 |
| 2013年 | 6/9      | 「西武・電車Festa（西歷年份） in 武藏丘車輛檢修場」 |
| 2014年 | 6/8      | 「西武・電車Festa（西歷年份） in 武藏丘車輛檢修場」 |
| 2015年 | 6/7      | 「西武・電車Festa（西歷年份） in 武藏丘車輛檢修場」 |
| 2016年 | 6/5      | 「西武・電車Festa（西歷年份） in 武藏丘車輛檢修場」 |
| 2017年 | 6/3      | 「西武・電車Festa（西歷年份） in 武藏丘車輛檢修場」 |
| 2018年 | 6/2      | 「西武・電車Festa（西歷年份） in 武藏丘車輛檢修場」 |
| 2019年 | 6/1      | 「西武・電車Festa（西歷年份） in 武藏丘車輛檢修場」 |
| 2020年 | 取消     | 「西武・電車Festa（西歷年份） in 武藏丘車輛檢修場」 |
| 2021年 | 6/5      | 「西武・電車Festa（西歷年份） in 武藏丘車輛檢修場」 |
| 2022年 | 6/4      | 「西武・電車Festa（西歷年份） in 武藏丘車輛檢修場」 |

主要活動內容方面，包括了展示車輛、展示把轉向架拆除、在車輛的乘務員室內體驗乘車、體驗操作集電弓與主控制機器和販賣鐵路用品與相關用品等。活動於每年異有不同。在建築物內外均設有售賣飲物和食物的商店。
在橫向移動的轉盤上會設有中央舞台，舞台上會進行現場音樂表演、鐵路用品拍賣等節目。每年都吸引了鐵路愛好者與家庭前往參與。由於大部分活動都是在室內舉行，因此如果當天下雨時，只有少量於室外的活動取消外，其餘活動不會受到影響。
在2021年和2022年，為了傳染病控制政策，該活動變為完全事前預約制。在2021年，除了「『52 席之至福』體驗乘車 特別Cafe Time」活動外，於會場內禁止進食。

### 前往檢修場

#### 臨時列車
- 在活動當日，除了直通至檢修場內的直通臨時列車外，還有臨時列車行走於飯能站至高麗站之間。車費方面，直通至檢修場的車費是與東飯能站的車費相同。而直通至檢修場的列車會通過東飯能站。
- 直通列車會停在可容納10卡車廂的檢車線，部分車門會打開。剪票口方面會臨時設置於檢修場內。而臨時剪票口的閘機與西武秩父線等地方所使用的閘機款式相同，都是簡易IC卡閘機。

2021年・2022年
- 當日設有直通至會場的旅遊列車（1個往返班次來往西武新宿，另1個往返班次來往池袋），另外開設行走於飯能至高麗之間的臨時列車[注 5][18][19]。
- 在2021年，特急列車會臨時停靠高麗站，並於高麗站設置臨時剪票口。

2019年前的臨時列車
- 去程
  - 從池袋站、所澤站均設有快速急行列車前往飯能[注 6]。在飯能設有前往檢修場的會場直通列車。從所澤出發的列車中會有立川真司（日语：立川真司）於車內表演[注 7]。
  - 從元町·中華街站出發的F-liner[注 8]原本前往小手指，因活動而延長至飯能。隨後在飯能轉乘前往檢修場的會場直通列車[注 9]。
  - 設有數班從飯能站前往高麗站的臨時列車[注 10]。

- 回程
  - 設有3班從檢修場出發的直通列車前往飯能。其中2班是原本於飯能出發前往池袋的定期急行列車[注 11]。
  - 設有數班從高麗站前往飯能站的臨時列車[注 10]。

過去的臨時列車
- 在2004年至2010年之間，曾經使用特急車輛行走特別電車「電車Festa號」。列車行走於池袋站至檢修場之間[注 12]，只有1個往返班次。在去程班次中，立川真司[注 13]會在車內表演（在2011年發生東日本大地震後，受到電力危機的影響。加上在2012年起由於到訪人次增加，為了方便遊客而改用通勤型車輛）[注 14]。
- 在2012年前，所有直通至會場的列車車頭都會掛上頭牌。

- 在2002年第一次舉行活動時，設有來往飯能站至檢修場的班次（1個往返班次）[20]。當時使用101系以10卡編成行走。
- 在2003年，去程從飯能站出發的班次增至2班（第二班是準急列車前往飯能站後，繼續前往檢修場），回程前往飯能的班次設有3班[21][注 15]。
- 在2004年起，去程的1班列車改為從西武新宿出發的急行列車[22][注 16]。
  - 只限在2005年的星期日當天，去程原本從西武新宿出發改為從池袋出發[23]。
  - 只限2011年，去程班次的列車與回程班次的列車是使用不同車輛[注 17]。
  - 只限2012年，去程從池袋出發的班次改變列車類別為快速急行。而回程3班中，其中1班改為前往池袋的快速急行班次[注 18]。
- 在2013年起，去程從西武新宿站出發的班次被取消。改為從元町·中華街站出發和從所澤站出發的快速急行班次。上述提及，從元町·中華街出發的定期班次原本前往小手指，在活動當天延長至飯能。從所澤站出發的班次會有立川真司於車內表演。只限2013年，回程班次新增了從檢修場前往池袋的急行班次。
- 在2014年起，回程班次變回3班，均前往飯能[注 19]。
  - 只限2015年，當年開設了臨時列車，從池袋前往飯能，中途只停靠西武池袋線開業時的12座車站。在飯能站可轉乘從該站出發前往檢修場的班次。
- 在2016年起，去程從飯能出發的班次被取代為從池袋出發的快速急行列車。回程前往飯能的3班列車中，首2班是原本從飯能前往池袋的定期列車班次延長至從檢修場出發[24]。

#### 步行
- 在官方指引中，指出參加者可從高麗站步行前往會場。在2014年起，只有步行前往會場的參加者可得到原創紀念品[注 20]。
  - 在2021年，參加者離開會場後，在12:30至14:30之間到達高麗站時，如果在剪票口處展示會場地圖[注 21]，即可得到「Red Arrow Classic原版口罩套」。

#### 巴士
- 西武巴士會提供免費接駁巴士來往飯能站（2013年前於宮澤湖停車場）至會場[注 22]。巴士的方向幕會顯示「西武・電車Festa」。
  - 在2021年，只持有入場票的乘客才可乘坐免費接駁巴士。而另外也會有廣播「請先讓需要乘坐巴士的客人使用巴士服務，參加客請考慮從高麗站步行至會場。」。

## ISO活動
此檢修場附近為低密度住宅區，也被山和綠化地帶包圍，因此檢修場進行了一些對策以減低噪音、氣味和粉塵污染，另外機器方面使用電力驅動以提高工作效率，令此檢修場能夠盡量保護環境。為此，檢修場在2000年12月22日得到ISO 14000系統的「ISO 14001」認証。

## 注腳